# Ena
Ena es una localidad perteneciente al municipio de Las Peñas de Riglos en la comarca de la Hoya de Huesca, provincia de Huesca, Aragón. Está situada al pie de la sierra de San Juan de la Peña, su distancia a Huesca es de 39 km.

## Historia
Desde el siglo XI hasta el XIX, Ena formó parte de los dominios del Monasterio de San Juan de la Peña. En la Edad Media existió un monasterio llamado San Martín de Ena. En 1834 se convirtió en municipio. Además del pueblo, el municipio de Ena abarcaba las pardinas de Cerzún, Botayuela, Lanzaco, Ordaniso, Bergosal, Lagé, Visús, Rompesacos, Cercito, Camparés, Pilón, Javarraz y Carcavilla. 
- En 1414 era de realengo (ARROYO, División, p. 100)
- En 1610 era del Monasterio de San Juan de la Peña (LABAÑA, p. 40)
- En 1845 tenía 32 casas, Ayuntamiento y escuela municipal concurrida por 46 alumnos
- 1960 - 1970 se unió con Riglos, Salinas de Jaca, y Triste para formar el nuevo municipio de Las Peñas de Riglos, con capitalidad en Riglos.

## Demografía

### Antiguo municipio
Datos demográficos del municipio de Ena desde 1842:
| 179           | 270 | 277 | 280 | 288 | 302 | 280 | 329 | 315 | 350 | 340 | 257 | 165 | -- |
| (Fuente: INE) |     |     |     |     |     |     |     |     |     |     |     |     |    |

| Gráfica de evolución demográfica de Ena entre 1842 y 1960 |
| |
| Población de derecho según los censos de población del INE Población de hecho según los censos de población del INEEntre el censo de 1970 y el anterior, este municipio desaparece porque se integra por partes en los municipios Las Peñas de Riglos y Sabiñánigo |

### Localidad
Datos demográficos de la localidad de Ena desde 1900:
| 174                   | 184 | 179 | 185 | 340 | 257 | 165 | 73 | 37 | 15 | 23 | 23 | 21 |
| (Fuente: IAEST e INE) |     |     |     |     |     |     |    |    |    |    |    |    |

- Datos referidos a la población de derecho.

## Monumentos
- Parroquia dedicada a San Pedro apóstol

Es un templo construido entre los siglos XVII y XVIII. Consta de una nave única y tiene tres capillas laterales a cada lado. Entre los arcos del campanario hay un crismón románico, probablemente procedente de la iglesia anterior. En el interior de la iglesia hay varios retablos y pinturas del siglo XIX.
- Ermita dedicada a la Virgen del Camino

Se trata de un edificio sencillo de planta rectangular construido en el siglo XVI pero con remodelaciones posteriores. Contiene un retablo de madera y pinturas murales del siglo XIX. La romería a la Virgen del Camino se realiza el 16 de agosto.

## Para ver
- Dos molinos harineros
- Fuente y lavadero
- Horno de pan